# کینگز برگ (کالیفرنیا)
کینگز برگ (به انگلیسی: Kingsburg) شهری در شهرستان فرسنو ایالت کالیفرنیا است که در سرشماری سال ۲۰۱۰ میلادی، ۱۱۳۸۲ نفر جمعیت داشته است.